# Josef Šimáček
Josef Šimáček (18. ledna 1837 Kostelec nad Labem – 29. prosince 1904 Český Brod) byl český vinař.

## Život
Studoval na vyšší reálce a technice v Praze. V letech 1859–1863 vyučoval přírodní vědy na reálné škole v Jičíně a následujících šest let na staroměstské reálce. Vedle svých učitelských povinností pořádal přednášky v oboru chemie a psal články do odborných časopisů.
Roku 1869 jej majitel lobkovického panství v Dolních Beřkovicích, princ Ferdinand Zdeněk z Lobkovic, požádal, aby na jeho pozemcích obnovil vinice. České vinařství v Polabí, kdysi založené Karlem IV., v následujících staletích (hlavně po bělohorské porážce) upadalo a záměrem Lobkoviců bylo, navrátit mu někdejší slávu.
Šimáček si jako ředitel vinic získal brzy pověst významného odborníka. Během třiceti let se mu podařilo obnovit tradiční druhy vinné révy, čímž stoupla kvalita vína. Věnoval se i propagaci — pořádal přednášky, publikoval odborné texty, reprezentoval české vinařství na výstavách a kongresech.
Obor podporoval i veřejnou a organizátorskou činností. Přispěl k založení vinařského spolku na Mělnicku a roku 1882 se stal jeho jednatelem. Zasloužil se o zřízení české vinařsko-ovocnické školy v Mělníku a německé vinařské školy v Litoměřicích. Roku 1892 se stal členem českého odboru zemědělské rady pro Království české a komise pro boj s phyloxerou. V roce 1898 získal za dlouholetou činnost zlatý záslužný kříž s korunou. Jeho úsilím se podařilo pozvednout úroveň vinařství v celých Čechách.

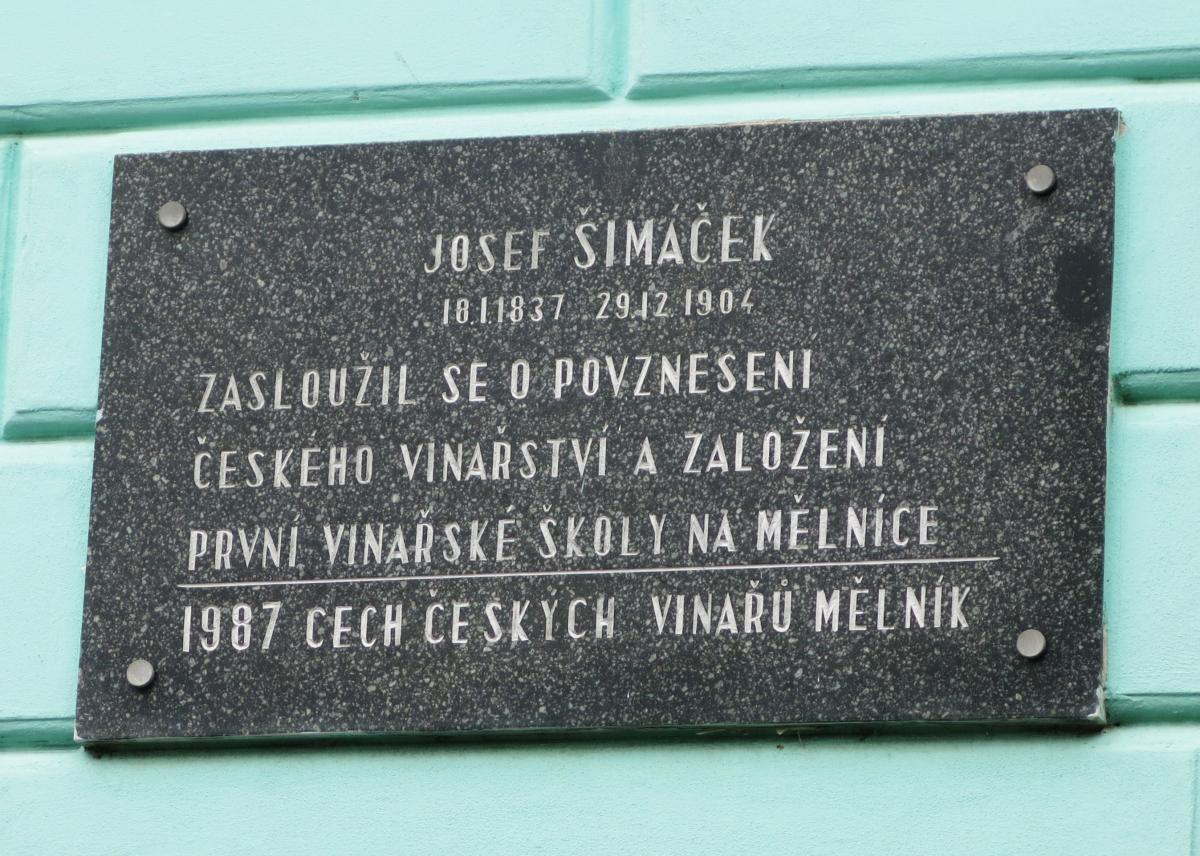
Pamětní deska na budově vinařsko-ovocnické školy v Mělníku

## Dílo
Josef Šimáček během života napsal asi třicet odborných publikací. Patří k nim:
- Důležitější listiny a zápisky bývalého poctivého pořádku vinařského král. věnného města Mělníka (1877; soubor historických dokumentů týkajících se mělnického vinařství)
- Materiál k technologickému slovníku vinařskému (1878)
- Vinařství v království českém (česko-německý sborník vzniklý pod jeho redakcí, vyšel např. v letech 1886, 1890 a 1891)
- Byl redaktorem časopisu Český vinař.